# Expedição 22
Expedição 22 foi a vigésima segunda expedição de longa duração à Estação Espacial Internacional.  A missão foi realizada entre 30 de novembro de 2009 e 17 de março de 2010 e contou com a participação de cinco astronautas, dois norte-americanos, dois russos e um japonês. 

## Tripulação
| Posição             | Primeira parte (Novembro-dezembro de 2009) | Segunda parte (Dezembro de 2009 até março de 2010) |                  |
| ------------------- | ------------------------------------------ | -------------------------------------------------- | ---------------- |
| Comandante          | Jeffrey Williams                           | Jeffrey Williams                                   | Jeffrey Williams |
| Engenheiro de voo 1 | Maxim Suraev                               | Maxim Suraev                                       | Maxim Suraev     |
| Engenheiro de voo 2 |                                            | Oleg Kotov                                         |                  |
| Engenheiro de voo 3 |                                            | Soichi Noguchi                                     |                  |
| Engenheiro de voo 4 |                                            | Timothy Creamer                                    |                  |

## Missão
A Expedição foi comandada pelo astronauta Jeffrey Williams. Na primeira parte da missão, pela primeira vez em mais de quatro anos, a tripulação da Estação Espacial foi reduzida a apenas dois tripulantes. Somente com a chegada da Soyuz TMA-17, em 22 de dezembro de 2009, a tripulação passou a ter cinco membros 
Inicialmente o Comandante Williams e o cosmonauta Maxim Suraev faziam parte da Expedição 21 e foram transferidos para a Expedição 22, com a partida da Soyuz TMA-15.
Durante esta expedição foi instalada a grande Cúpula de sete janelas da ISS, trazida pelo ônibus espacial STS-130 Endeavour.

## Caminhadas espaciais
| EVA#  | Astronautas | Início (UTC)          | Fim (UTC)             | Duração              |
| ----- | --- | --------------------- | --------------------- | -------------------- |
| EVA 1 | Oleg Kotov Maxim Suraev | 14 de janeiro de 2010 | 14 de janeiro de 2010 | 5 horas e 40 minutos |
| EVA 1 | Na primeira caminhada da Expedição 22 os cosmonautas prepararam o Poisk, para receber naves russas, ligaram cabos de comunicação entre o novo módulo e o Zvezda, instalaram antenas radiofônicas e o experimento Biorisk-MSN, que o objetivo é o estudo de microrganismos sobre os materiais de construção utilizados em equipamentos espaciais. |                       |                       |                      |

## Galeria

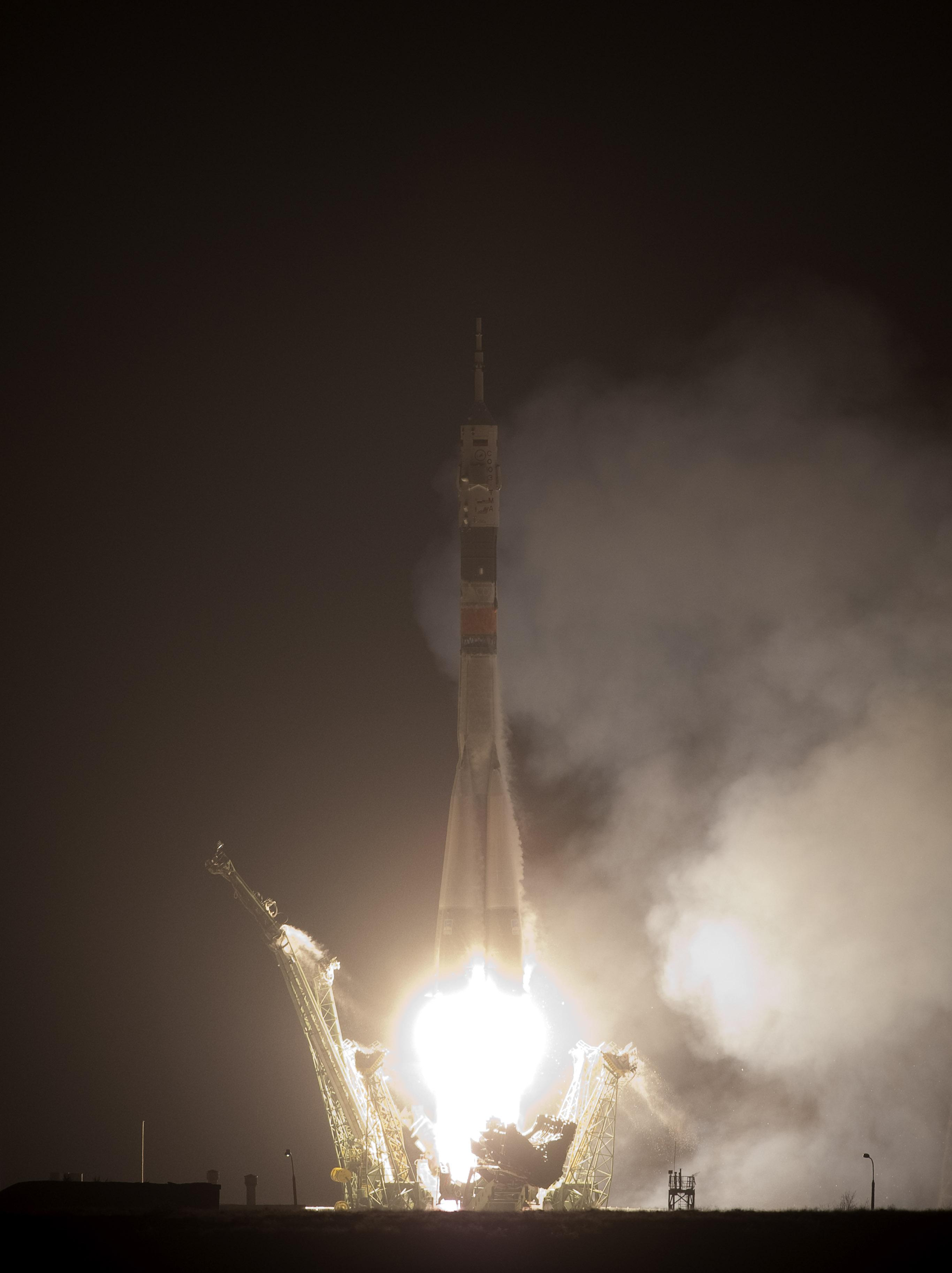
Lançamento da Soyuz TMA-17 do Cosmódromo de Baikonur levando três integrantes da Expedição 22.
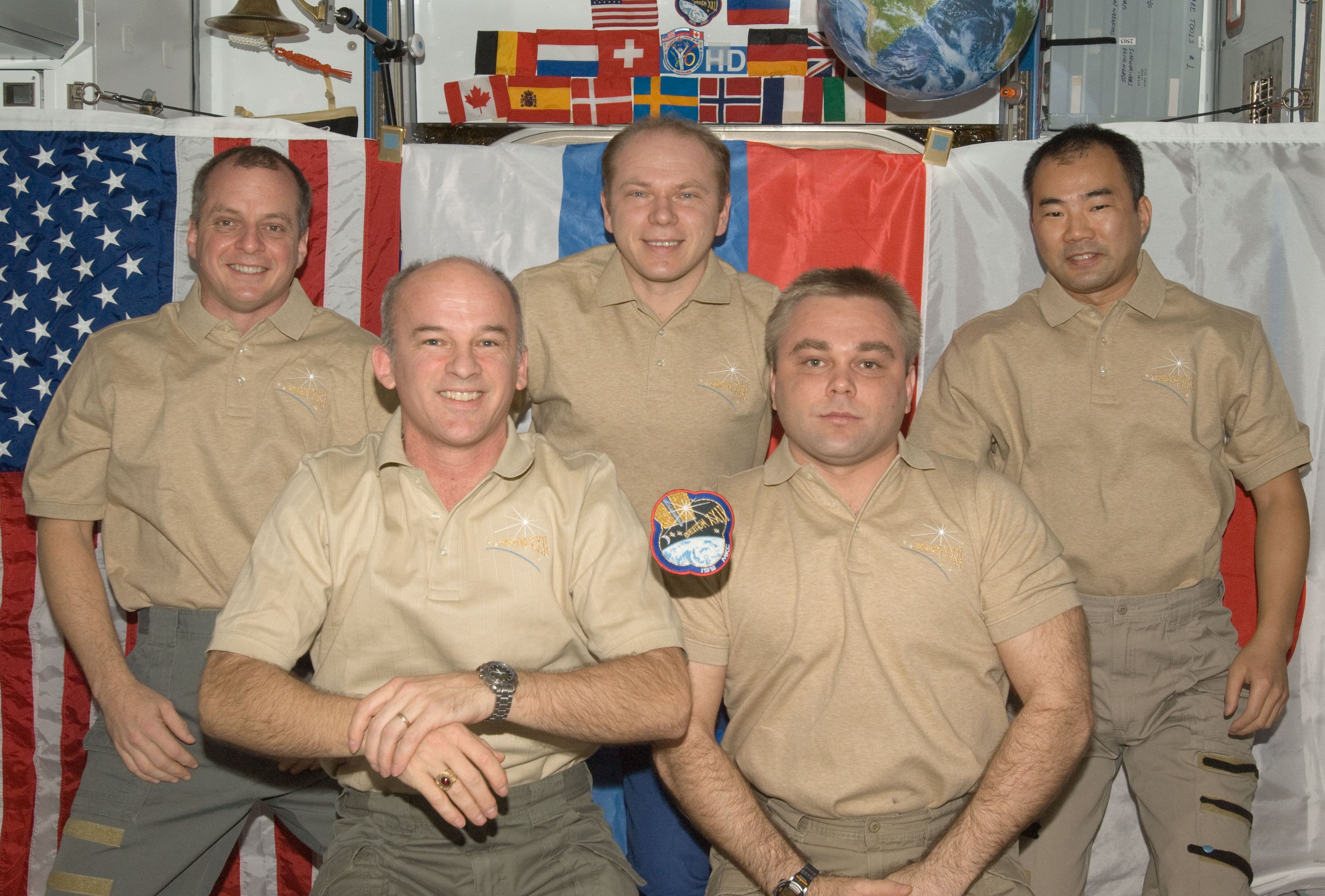
A tripulação no módulo Harmony.
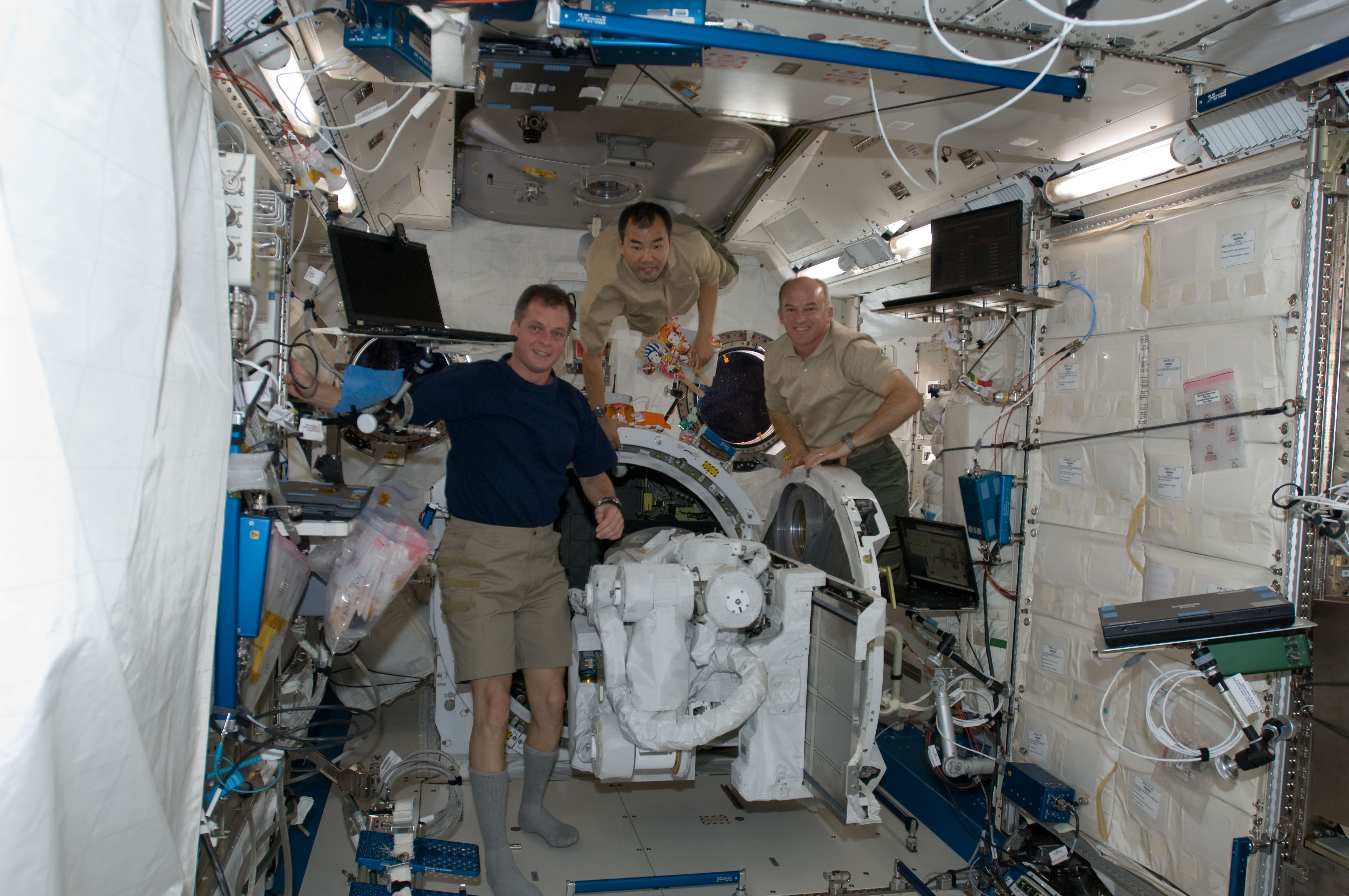
Tripulantes no módulo japonês Kibo.
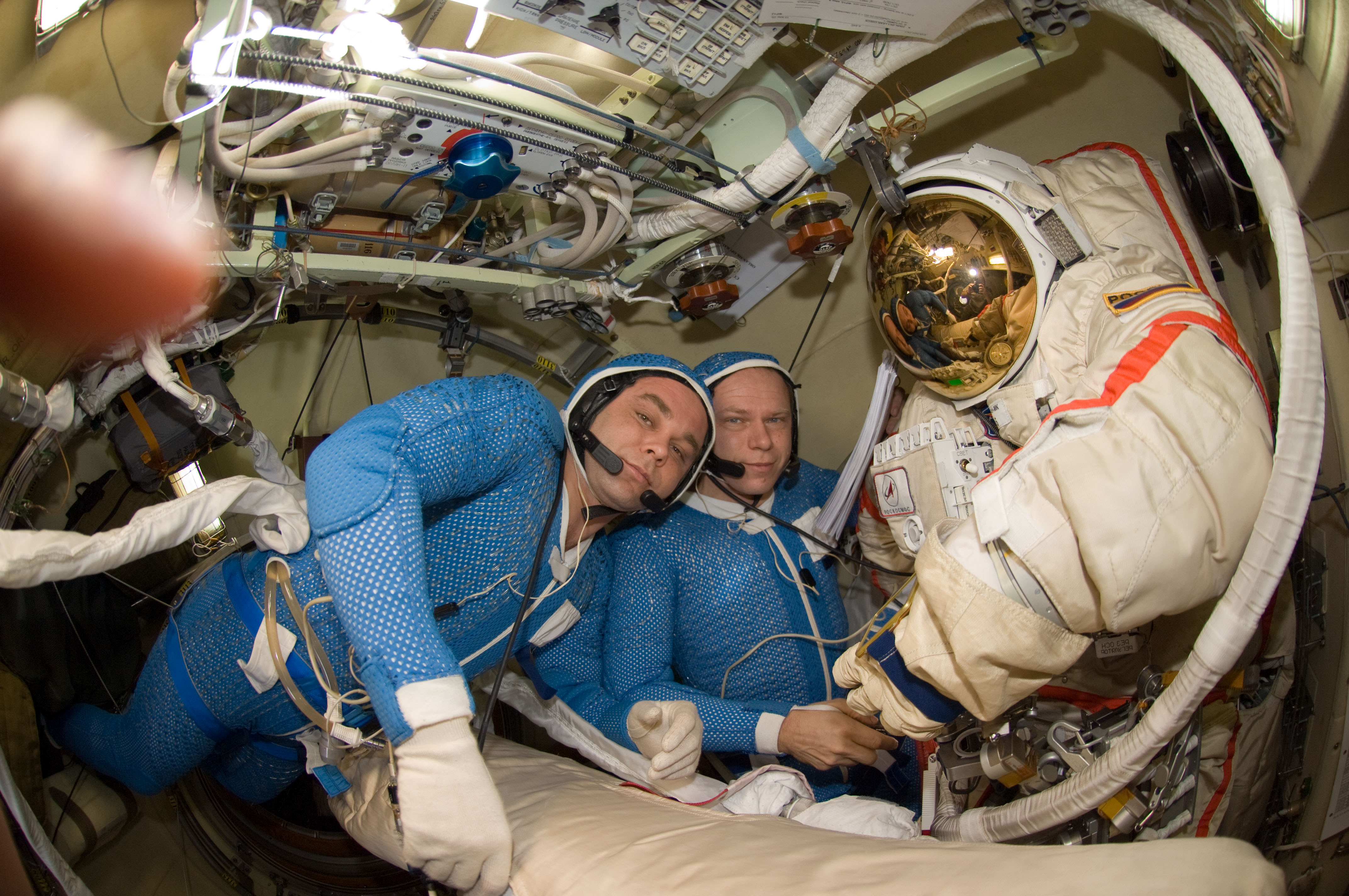
Cosmonautas Suraev e Kotov checam traje para caminhada espacial.
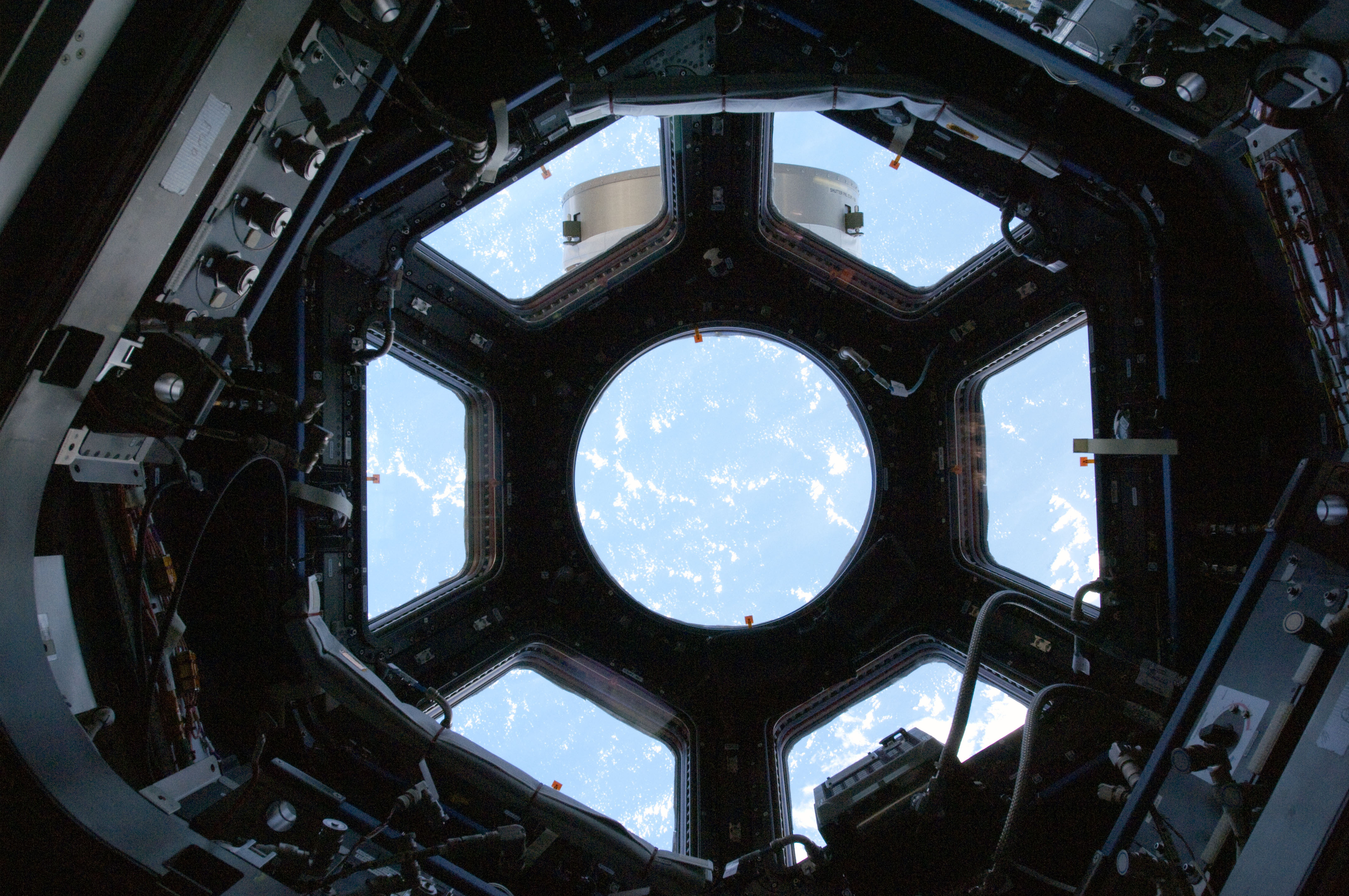
A recém instalada Cúpula da ISS.